# 서울에너지드림센터
서울에너지드림센터는 2008년 계획이 되어 2012년에 준공된 대한민국 최초의 공공용 에너지 자급자족 건축물로 마포구 상암동 평화의 공원내 위치하고 있다. 미국 Parsons Brinckerhoff와 독일 Fraunhofer ISE에서 건물 설계 및 시공 관을 하였고 건축적 요소(Passive)를 통해 사용되는 에너지의 70%를 저감하며 신재생에너지설비(태양광, 지열)를 통해 30%를 충당하여 연간 에너지사용을 0이하로 하는 에너지제로건물이다.

## 주변환경
서울에너지드림센터는 서울특별시 상암동 평화의 공원 내에 위치하고 있으며, 인근에는 월드컵공원 및 지하철 6호선 월드컵경기장역, 쓰레기매립지였던 하늘공원과 노을공원, 난지한강공원과 난지캠핑장이 위치하고 있다.

## 기능
서울에너지드림센터에는 1층 에너지드림관, 2층 녹색테마전시관, 3층 커뮤니티관으로 구성되어 있다.
1층 에너지드림관은 서울시 원전하나줄이기 에너지정책홍보 및 에너지 이용에 따른 인류의 역사, 신재생에너지를 체험하고 에너지드림센터의 실증기술 전달 등으로 구성되어 있다.
2층 녹색테마전시관은 신재생에너지 및 녹색기술제품 등을 전시할 수 있는 오픈형 기획전시관이며, 3층 커뮤니티관에서는 다양한 체험프로그램 및 관련 행사가 연중 진행되고 있다.

## 참고 문헌
1. ↑  “‘에너지 자급자족’ 상암동 드림센터 문열어”. 한겨레뉴스. 2012년 12월 12일. 2016년 3월 6일에 원본 문서에서 보존된 문서. 2013년 7월 4일에 확인함.